# 艾瑞西亞·特特雷斯库

艾瑞西亞·特特雷斯库

艾瑞西亞·特特雷斯库，本姓皮特什泰亚努（羅馬尼亞語：Arethia Tătărescu；1889年9月16日—1968年），罗马尼亚政治家，格奥尔基·特特雷斯库總理夫人，她作為全國婦女聯盟主席積極參與政治，並推動民間藝術和傳統價值，協助圖多爾·弗拉基米雷斯庫與Ecaterina Teodoroiu紀念館的開設。